# Шарон (Приморски Шарант)
Шарон (фр. Charron) насеље је и општина у западној Француској у региону Поату-Шарант, у департману Приморски Шарант која припада префектури Rochelle.
По подацима из 2011. године у општини је живело 1893 становника, а густина насељености је износила 50,43 становника/km². Општина се простире на површини од 37,54 km². Налази се на средњој надморској висини од 4 метра (максималној 11 m, а минималној 0 m).

## Демографија
| 1962. | 1968. | 1975. | 1982. | 1990. | 1999. | 2011. |
| ----- | ----- | ----- | ----- | ----- | ----- | ----- |
| 1.307 | 1.337 | 1.444 | 1.538 | 1.512 | 1.650 | 1.893 |

График промене броја становника у току последњих година